# Pseudarmadillo buscki
Pseudarmadillo buscki är en kräftdjursart som beskrevs av Lee Boone 1934. Pseudarmadillo buscki ingår i släktet Pseudarmadillo och familjen Delatorreidae. Inga underarter finns listade i Catalogue of Life.